# یواس‌ان‌اس بنویدز (تی-ای‌کی‌آر-۳۰۶)
یواس‌ان‌اس بنویدز (تی-ای‌کی‌آر-۳۰۶) (به انگلیسی: USNS Benavidez (T-AKR-306)) یک کشتی است که طول آن ۹۵۱ فوت ۵ اینچ (۲۹۰٫۰ متر) می‌باشد. این کشتی در سال ۲۰۰۱ ساخته شد.